# Fame (série de televisão de 1982)
Fame é uma série de televisão estadunidense exibida originalmente no canal NBC entre 1982 e 1987. Foi patrocinada pela fábrica de instrumentos musicais Yamaha, que teve vários de seus instrumentos exibidos no seriado. A série foi baseada no filme de mesmo nome de 1980. Com uma mistura de drama e música, a série acompanha a vida dos estudantes da Escola Performática de Artes de Nova Iorque (que foi inspirada na Fiorello H. LaGuardia High School of Music & Art and Performing Arts, de Nova Iorque). A maior parte das cenas interiores foi filmada em Hollywood. Em todas as temporadas exceto na terceira, a série mostrou cenas externas filmadas em Nova Iorque. A quarta temporada apresentou Janet Jackson, então com dezoito anos de idade, como uma estudante.
A popularidade da série, particularmente no Reino Unido, fez com que muitas músicas do seriado se tornassem sucessos, e que os integrantes da série realizassem turnês. Apesar do sucesso, poucos de seus integrantes mantiveram uma carreira de alto nível após o fim da série. Alguns integrantes participaram do Bring Back...Fame, uma reunião promovida pela tevê inglesa em 2008.

## Detalhes
A série foi produzida pela MGM Television e estreou em 7 de janeiro de 1982, na NBC, na quinta-feira, entre oito e nove horas da noite. Após duas temporadas, a NBC cancelou a série. No entanto, graças a um acordo com a Lexington Broadcast Services Company, a MGM ressuscitou a série pelo sistema da sindicação no outono de 1983. A série teve mais quatro temporadas, sendo o episódio final exibido nos Estados Unidos em 18 de maio de 1987.
Ira Steven Behr escreveu doze episódios da série. Ele se lembra assim da sérieː 

Eu fiz três anos de Fame, que foi muito divertido e também estava em sindicação. Não tínhamos ninguém olhando sobre nossos ombros. Conseguimos mostrar coisas bizarras no seriado, e o único momento em que nos causaram problemas foi no último episódio que escrevi, após saber do cancelamento da série. Ia ser "Mad Max 2 encontra Fama". O episódio se passaria no futuro, numa sociedade fascista, e teríamos motocicletas rodando pela escola e Iggy Pop como astro convidado. Era muito bom, e eu estava escrevendo, quando, de algum modo, alguém da MGM achou que iríamos queimar o cenário, o que não era verdade. Íamos danificá-lo um pouco, mas não destruí-lo, porque ainda haveria mais um episódio depois. Eles então me impediram de escrever o episódio.
Depois do cancelamento da série, passaram a ser comercializadas duas versões da sérieː uma com os episódios originais de uma hora de duração, contendo geralmente a trama principal, a trama secundária e dois ou mais números musicais. E outra sem os números musicais e a trama secundária e com apenas meia hora de duração.
A canção tema do filme Fama (1980) havia sido um sucesso na voz de Irene Cara, e foi regravada para a sérieː só que, desta vez, cantada por Erica Gimpel, que também interpreta a personagem Coco Hernandez na série. Embora Gimpel tenha deixado a série durante o ano de 1983 (quando a série deixou a NBC e passou para o sistema de sindicação), a canção tema com a sua voz continuou a ser usada durante mais duas temporadas. Uma versão modernizada da música, com um toque hard rock e cantada pela nova atriz da série Loretta Chandler (Dusty), foi inserida no outono de 1985 e foi usada nas duas últimas temporadas da série.
A canção "I still believe in me", do episódio "Passing grade", foi indicada para o prêmio Emmy de melhor canção original. Ela foi cantada por Erica Gimpel e Debbie Allen e foi coescrita por Gary Portnoy, que, posteriormente, coescreveria e cantaria a música tema do seriado Cheers. No Reino Unido, dois singles creditados ao "The kids from Fame" ("Os garotos de Fama"), "High fidelity" e "Starmaker", chegaram à lista das dez músicas mais tocadas.
Houve quatro integrantes do elenco do filme de 1980 que apareceram no seriado. Lee Curreri interpretou o personagem Bruno Martelli, um introvertido gênio da música. Gene Anthony Ray interpretou Leroy Johnson, um jovem rude com talento natural para a dança. Albert Hague interpretou o professor Benjamin Shorofsky, um professor alemão de música que discutia constantemente com Bruno Martelli sobre estilos musicais. Debbie Allen interpretou a professora de dança Lydia Grant. Lydia apareceu apenas brevemente no filme, mas sua importância aumentou no seriado. Debbie também se tornou a coreógrafa da série, além de ter dirigido vários episódios e coproduzido uma temporada. 
Houve vários personagens do filme que, no seriado, passaram a ser interpretados por outros atores. Coco Hernandez, por exemplo, foi interpretada no filme por Irene Cara e no seriado por Erica Gimpel. Havia sido oferecido o papel no seriado a Irene, porém esta o recusou por preferir focar sua atenção em sua nascente carreira musical. Paul McCrane interpretou o personagem guei Montgomery McNeil no filme, enquanto, no seriado, o mesmo papel  foi interpretado, sem o caráter homossexual, por P. R. Paul. A professora de inglês Elizabeth Sherwood foi interpretada no filme por Anne Meara, e no seriado por Carol Mayo Jenkins.
O personagem Ralph Garci foi interpretado no filme por Barry Miller, e no seriado por Tommy Aguilar. Porém no seriado ele só apareceu no primeiro episódio, sendo, em seguida, transformado no personagem Danny Amatullo. A personagem Doris Finsecker foi interpretada no filme por Maureen Teefy, mas, no seriado, se transformou na personagem Doris Schwartz, interpretada por Valerie Landsburg.
Desde 2011, o seriado tem sido reexibido nos Estados Unidos no Ovation, canal a cabo especializado em arte.

## Elenco

### Professores
- Debbie Allen como Lydia Grant
- Albert Hague como Benjamin Shorofsky
- Michael Thoma como Greg Crandall (primeira temporada)
- Carol Mayo Jenkins como Elizabeth Sherwood (temporadas 1–5, episódio final da temporada 6)
- Ann M. Nelson como senhora Gertrude Berg (temporadas 1.07-6)
- Morgan Stevens como David Reardon (temporada 2, temporadas recorrentes 3 & 4)
- Ken Swofford como diretor Quentin Morloch (temporadas 3–5.09)
- Graham Jarvis como diretor Bob Dyrenforth (temporadas 5.10-6)
- Eric Pierpoint como Paul Seeger (temporada 6.03)

### Estudantes
- Gene Anthony Ray como Leroy Johnson (temporadas 1–6)
- Carlo Imperato como Danny Amatullo (temporadas 1.02-6)
- P. R. Paul como Montgomery MacNeil (temporada 1, episódio final da temporada 6)
- Lori Singer como Julie Miller (temporadas 1–2)
- Erica Gimpel como Coco Hernandez (temporadas 1–3.08, temporadas recorrentes 4–5, episódio final da temporada 6)
- Lee Curreri como Bruno Martelli (temporadas 1–3.23, episódio final da temporada 6)
- Valerie Landsburg como Doris Schwartz (temporadas 1–4.24, episódio final da temporada 6)
- Billy Hufsey como Christopher Donlon (temporadas 3–6)
- Cynthia Gibb como Holly Laird (temporadas 3–5.10, episódio final da temporada 6)
- Janet Jackson como Cleo Hewitt (temporada 4)
- Jesse Borrego como Jesse Velasquez (temporadas 4–6)
- Nia Peeples como Nicole Chapman (temporadas 4.02–6.10)
- Page Hannah como Kate Riley (temporada 5.10)
- Loretta Chandler como Dusty Tyler (temporadas 5–6)
- Carrie Hamilton como Reggie Higgins (temporadas 5.10-6)
- Michael Cerveris como Ian Ware (temporada 6)
- Elisa Heinsohn como Jillian Beckett (temporada 6.02)
- Olivia Barash como Maxie Sharp (temporada 6.12)

### Personagens recorrentes
- Carmine Caridi como Angelo Martelli (temporadas 1–2)
- Judy Farrell como Charlotte Miller (temporadas 1–3)
- Michael DeLorenzo como Michael (temporadas 1–3)
- Bronwyn Thomas como Michelle (temporadas 1–4)
- David Greenlee como Dwight Mendenhall (temporadas 2–5)
- Stephanie E. Williams como Stephanie Harrison (temporada 2)
- Connie Needham como Kelly Hayden (temporadas 1.05–2.21)
- Jimmy Osmond como Troy Phillips (temporada 2)
- Sam Slovick como Cassidy (temporada 4)
- Dick Miller como Lou Mackie (temporadas 4–6)
- Robert Romanus como Miltie Horowitz (temporadas 5–6)
- Caryn Ward como Tina Johnson (temporadas 5–6)
- Carolyn J. Silas como Laura Mackie (temporada 6)
- Denny Dillon como Corky (temporada 6)

## Exibição fora dos Estados Unidos
- França: iniciou em 6 de março de 1982 na TF1
- Reino Unido: iniciou em 17 de junho de 1982 na BBC. Só as quatro primeiras temporadas foram transmitidas pela BBC, a série integral foi transmitida no The Children's Channel em 1992.[4]
- Suécia: iniciou em 5 de setembro de 1982
- Israel: iniciou em 1982
- Itália: a série foi renomeada "Saranno famosi" ("Serão famosos"), e estreou em janeiro de 1983 na Rai Due
- Brasil: início em 1983 na Rede Manchete

### Transmissão em Portugal
A série estreou legendada no dia 18 de Julho de 1982 às 17h45 na RTP1.
- Domingos, 17h45/19h de 18-07-1982[5] até 07-11-1982[5];
- Domingos, 18h25/19h de 16-01-1983[5] até 19-06-1983[5];
- Domingos, 15h de 08-04-1984 até 16-09-1984, nesse dia deu às 19h[5]. Repetição na RTP2 ás quartas-feiras no horário das 21h/22h entre 11-04-1984 e 17-10-1984[5];
- Sábados, 17h de 14-12-1985[5] até 07-06-1986[5];

Exibição na RTP2
- Sábados, 18h30/16h35 de 01-12-1986[5] até 06-01-1987[5];
- Quartas-feiras, 13h30 de 29-06-1989[5] até 14-06-1989[5].

## Reunião
Em 27 de dezembro de 2008, o Channel 4 do Reino Unido transmitiu Bring Back... Fame, um especial de noventa minutos que reuniu parte do elenco do seriado. Apresentado por Justin Lee Collins, e aparentemente filmado no verão anterior, o programa mostrou o apresentador procurando, nos Estados Unidos, os integrantes do seriado. Ele encontrou os ex-integrantes de surpresa em locais como restaurantes, estúdios de gravação, academias de ginástica, no Aeroporto Internacional de Los Angeles, e tentou convencê-los a participar de uma reunião do antigo elenco. Os atores mostrados no programa foram Debbie Allen, Carol Mayo Jenkins, Lee Curreri, Erica Gimpel, Valerie Landsburg e Carlo Imperato. 
Também foi entrevistada Irene Cara, que não apareceu na série mas interpretou Coco Hernandez no filme e cantou a canção tema. Foi entrevistada, ainda, a mãe do falecido Gene Anthony Ray. Não foi explicitado se os atores que não participaram do programa não foram encontrados ou não quiseram participar. Cenas do seriado foram exibidas ao longo do programa. As cenas finais do programa mostraram os seis atores, apoiados por dançarinos, recriando a canção título do seriado. O programa foi produzido e transmitido pelo Channel 4, embora, originalmente, o seriado tenha sido transmitido no Reino Unido pela BBC.

## Prêmios
Venceu o Golden Globe Award para Melhor Série (comédia ou musical) em 1982 e 1983.